# Paz del Manganeso
La llamada Paz del Manganeso fue una fallida conspiración independentista cubana ocurrida en 1890. El nombre con el que pasó a la historia se debe a que los dueños de las minas de manganeso de la región oriental de Cuba se negaron a brindar apoyo a la sublevación, por miedo a perder sus importantes ingresos económicos. 

## Contexto histórico
Ni la Guerra de los Diez Años (1868-1878), ni la Guerra Chiquita (1879-1880), lograron su objetivo. Como consecuencia, el período entre 1880 y 1895, es conocido en la historiografía cubana como la "Tregua Fecunda". En dicho período, los cubanos intentaron reiniciar la guerra mediante distintos alzamientos y expediciones armadas que terminaron en el fracaso. La llamada "Paz del Manganeso" fue uno de dichos intentos fallidos. 
En los meses finales de 1889, el Mayor General Antonio Maceo le solicitó al Gobierno español, encabezado por el Capitán General Manuel de Salamanca Negrete, la autorización de regresar a territorio cubano, con la intención de liquidar las propiedades familiares. Tras la aceptación de dicha petición, Maceo viajó desde, Puerto Príncipe, la capital de Haití, hacia Santiago de Cuba e hizo escala en Baracoa, Gibara y Nuevitas, hasta llegar  a La Habana el 5 de febrero de 1890. 
Fue muy bien recibido por donde pasó, no así por las autoridades, que lo vieron con recelo y lo mantuvieron estrechamente vigilado con su policía secreta. Maceo dio discursos y recepciones en distintos lugares de la Isla y se entrevistó con veteranos de las guerras, así como con jóvenes sin experiencia previa, pero de ideas independentistas.

## Conspiración
Pronto comenzaron los preparativos secretos para reiniciar la guerra, mediante nuevos alzamientos simultáneos, pero el repentino fallecimiento del Capitán General Salamanca y el derrocamiento del Gobierno liberal en España, provocaron que el nuevo gobernante conservador, Cánovas del Castillo, nombrara nuevo Capitán General al General Camilo Polavieja, acérrimo enemigo de los independentistas. 
Ante esta situación, Maceo decidió adelantar el levantamiento general del 10 de octubre, como se había planeado originalmente, para el 8 de septiembre para aprovechar los festejos en honor de la Virgen de la Caridad, santa patrona de Cuba y sorprender a las autoridades españolas. Maceo contaba con planos de los cuarteles militares y las fortalezas españolas, con el propósito de atacarlas simultáneamente y tomar el control de Santiago de Cuba, segunda ciudad más importante del país. 
El Mayor General Julio Sanguily era el Jefe de los complotados en el Occidente, mientras que Maceo fungía como el Jefe de Oriente y líder general del alzamiento, hasta que arribaran a la Isla varias expediciones de refuerzo que traerían consigo, además de armas, municiones y hombres, a varios de los generales cubanos exiliados en diferentes países cercanos. 
Polavieja ordenó inmediatamente la expulsión de Maceo del país y el arresto de la mayoría de los jefes involucrados. Maceo fue expulsado de la Isla, el 29 de agosto de 1890, y la mayoría de los jefes criollos lograron escapar al exilio. Los pocos que fueron arrestados, serían liberados tiempo después. Estas medidas del Gobierno español dieron al traste con la conspiración, la cual pasó a ser conocida como la "Paz del Manganeso", pues la prensa española de la época atribuyó el fracaso de la conspiración a la negativa de los dueños de las minas de manganeso a sumarse al complot o aportar financiación al mismo. 
Varios de los más importantes líderes criollos que tomaron parte de esta conspiración fueron, además de Maceo y Sanguily, Flor Crombet, Quintín Bandera, Guillermón Moncada, Ángel Guerra Porro, etc. Desde el exterior, contaban con el apoyo de Máximo Gómez.